# The Last Island
The Last Island is een Nederlandse dramafilm uit 1990 onder regie van Marleen Gorris.

## Verhaal
Twee vrouwen, vijf mannen en een hond komen door een vliegramp terecht op een onbewoond eiland. Wanneer een van de mannen zich als leider begint te gedragen, leidt dat tot een escalatie van de toestand. 

## Rolverdeling
| Acteur         | Personage      |
| -------------- | -------------- |
| Kenneth Colley | Nick           |
| Paul Freeman   | Sean           |
| Patricia Hayes | Mevrouw Godame |
| Shelagh McLeod | Joanna         |
| Ian Tracey     | Jack           |
| Marc Berman    | Pierre         |
| Mark Hembrow   | Frank          |